# Spin (Lifehouse)
Spin is een nummer van de Amerikaanse rockband Lifehouse uit 2002. Het is de eerste single van hun tweede studioalbum Stanley Climbfall.
"Spin" is een uptempo rocknummer met een vrolijk geluid. Frontman Jason Wade schreef het nummer naar eigen zeggen toen hij 16 was en met wat negatieve dingen te maken had, maar desondanks zag hij ook licht aan het einde van de tunnel. Producer Ron Aniello was in de eerste instantie niet onder de indruk van het nummer, maar toen Wade hem de bridge liet horen, veranderde Aniello van gedachten. Het nummer flopte in de Amerikaanse Billboard Hot 100 met een 71e positie. Ook in Nederland was het nummer niet heel succesvol; daar haalde het de 11e positie in de Tipparade.